# Gouré
Gouré – miasto w południowo-wschodnim Nigrze, w regionie Zinder, w departamencie Gouré, którego jest stolicą. Według danych szacunkowych na rok 2013 liczy 21 201 mieszkańców.